# Christen Press
Christen Annemarie Press (Los Angeles, 1988. december 29. –) világbajnok amerikai női válogatott labdarúgó.

## Pályafutása

### Klubcsapatokban
Iskolai csapatai után a Stanford Egyetemen 71 gólt és 41 gólpasszt jegyzett, mellyel az egyetem történetének legeredményesebb játékosa lett.
2009-ben került a Pali Blues csapatához, ahol USL W-League bajnoki címet szerzett, majd a magicJacknél eltöltött rövid időszak alatt figyelt fel rá a svéd Kopparbergs/Göteborg együttese. Itt 21 mérkőzésen 17 találatot ért el és kupagyőzelemhez segítette a göteborgiakat.
A szezon végeztével került a Tyresö gárdájához és a nagy nevekkel teletűzdelt (Marta, Røddik Hansen, Krieger, Seger, Sembrant, Graham Hansen, Harris, Dahlkvist) együttessel svéd bajnoki ezüstérmet és gólkirálynői címet szerzett 23 találattal a 2013-as szezonban. A 2013–2014-es Bajnokok Ligájában 9 gólt termelt és a döntőben buktak el a VfL Wolfsburg ellenében.
Együttese a döntő után csődöt jelentett, így játékostársaival együtt Press szabadlistára került és a Chicago Red Stars keretéhez csatlakozott.
A 2018-as szezon végeztével több NWSL csapat is érdeklődött iránta, azonban a Houston Dash-el több hetes tárgyalás után sem jutottak dűlőre. Ezt az időszakot kihasználva Press március 26-án elfogadta régi-új csapata ajánlatát és újra leszerződött a Kopparbergs/Göteborg keretéhez.
2019-ben a Utah Royals csapatához írt alá, majd Angliában, a Manchester Unitednél 14 találkozón állt csatasorba.
Kontraktusa lejártával visszatért az Egyesült Államokba és a 2022-es NWSL szezonban bemutatkozó Los Angeles-i Angel City FC első igazolt játékosa lett.

### A válogatottban
Skócia ellen lépett pályára első alkalommal a válogatottban. 2015-ben és 2019-ben világbajnoki címet szerzett, a tokiói olimpiai játékokról pedig bronzéremmel tért haza.

## Sikerei

### Klubcsapatokban
USL W-League győztes (1):
- Pali Blues (1): 2009

 Svéd bajnoki ezüstérmes (1):
- Tyresö FF (1): 2013

 Svéd női labdarúgókupa győztes (1):
- Kopparbergs/Göteborg FC (1): 2012

Bajnokok Ligája ezüstérmes (1):
- Tyresö FF (1): 2014

### A válogatottban
Egyesült Államok
- Világbajnok (2): 2015, 2019
- Olimpiai bronzérmes (1): 2020
- Aranykupa győztes (2): 2014, 2018
- Algarve-kupa győztes (2): 2013, 2015
- SheBelieves-kupa győztes (3): 2016, 2018, 2020
- Nemzetek Tornája győztes (1): 2018